# Kolāras
Kolāras är en ort i Indien.   Den ligger i distriktet Shivpurī och delstaten Madhya Pradesh, i den centrala delen av landet, 400 km söder om huvudstaden New Delhi. Kolāras ligger 454 meter över havet och antalet invånare är 17 174.
Terrängen runt Kolāras är platt. Runt Kolāras är det ganska tätbefolkat, med 134 invånare per kvadratkilometer. Det finns inga andra samhällen i närheten. Trakten runt Kolāras består till största delen av jordbruksmark.